# Pannjärv
Pannjärv (est. Pannjärv) – jezioro w gminie Illuka, w prowincji Virumaa Wschodnia, w Estonii. Położone jest na terenie obszaru chronionego krajobrazu Kurtna (est. Kurtna maastikukaitseala). Ma powierzchnię 1,9 hektara, linię brzegową o długości 525 m, długość 200 m i szerokość 140 m. Jest otoczone lasem. Jest jednym z 42 jezior wchodzących w skład pojezierza Kurtna (est. Kurtna järvestik). Sąsiaduje z jeziorami Ratasjärv, Rääkjärv, Mätasjärv, Konnajärv.